# Ambrogio Recalcati
Ambrogio Recalcati (fl. XVI secolo) è stato un religioso italiano del XVI secolo.
Fu protonotaro apostolico, canonico della basilica di Sant'Ambrogio a Milano e influente segretario di Paolo III. Per "la sua venalità e abuso dei pontificii favori", come scrisse Benedetto Varchi, fu rinchiuso per un certo tempo in Castel Sant'Angelo.